# Carl Theodor Dreyer

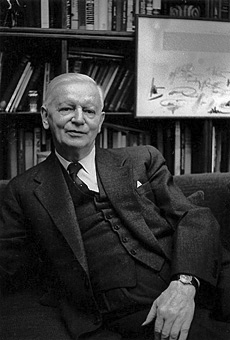
Carl Theodor Dreyer

Carl Theodor Dreyer, tên đầy đủ là Carl Theodor Dreyer Nilsson, thường được biết đên dưới tên quen thuộc Carl Th. Dreyer (3.2.1889 - 20.3.1968) là đạo diễn điện ảnh và tác giả kịch bản người Đan Mạch.

## Cuộc đời và sự nghiệp
Carl Th. Dreyer được sinh ra ngoài hộn thú ở Copenhagen. Mẹ là cô gái Thụy Điển tên Josefine Bernhardine Nilsson làm công trong trang trại của người cha Jens Christian Torp. Hai năm đầu đời, Dreyer phải sống trong nhà nuôi dạy trẻ mồ côi, sau đó được 1 công nhân xếp chữ ở nhà in tên là Carl Theodor Dreyer Sr. và vợ là Inger Marie nhận làm con nuôi. Tuổi trẻ của Dreyer không được hạnh phúc, tuy nhiên Dreyer học rất giỏi. Năm 16 tuổi Dreyer lìa gia đình cha mẹ nuôi ra đời kiếm sống. Lúc đầu làm ký giả, sau viết kịch bản phim rồi làm đạo diễn.
Năm 1912 Dreyer bắt đầu viết kịch bản cho phim câm Bryggerens datter (Con gái của chủ hãng rượu bia). Năm 1919 Dreyer bắt đầu đạo diễn phim Præsidenten, sau đó là một loạt phim ở Đan Mạch, Đức và Pháp. Bộ phim lớn của Dreyer là "Jean d'Arcs lidelse og død" (La passion de Jean d'Arc), "Vredens dag" (Ngày thịnh nộ) và "Ordet" (Ngôi Lời). Hai phim "Vredens dag" và "Du skal ære din hustru" (Thou shalt honor thy Wife được đưa vào "Danh sách 108 tác phẩm nghệ thuật di sản văn hóa của Đan Mạch" (Kulturkanonen).
Dù rất được giới phim ảnh Pháp ưa chuộng, nhưng Dreyer bị các nhà sản xuất phim châu Âu quay lưng, vì thất bại về kinh tế của phim La Passion de Jean d'Arc, mà nhiều người cho là 1 phim hay. Do đó từ năm 1943 tới khi qua đời (năm1968), Dreyer chỉ làm thêm 3 phim ở Đan Mạch. Phim "Vredens dag" (Day of Wrath) được đưa vào danh sách đề nghị phát giải Oscar, nhưng không được chọn. Phim "Ordet" (The Word) được giải "Bodil" của Viện hàn lâm phim Đan Mạch và giải Quả cầu vàng của Hiệp hội báo chí nước ngoài ở Hollywood. Phim cuối cùng của Dreyer - phim Gertrud - được giới đạo diễn điện ảnh Pháp đánh giá cao, trong đó có đạo diễn Francois Truffaut. Cả đạo diễn Thụy Điển Ingmar Bergman và Lars von Trier (Đan Mạch) đều quan tâm tới nghệ thuật điện ảnh của Dreyer. Các chủ đề như người phụ nữ chịu đau khổ trong chế độ phụ quyền hay trong môi trường tôn giáo khắc nghiệt, cùng với cách dựng hình chặt chẽ với nhịp độ chậm là nét đặc trưng của Dreyer, trong khi kỹ thuật "close-up" áp dụng trong phim La passion de Jean d'Arc đã ảnh hưởng tới nhiều đạo diễn khác.
Carl Th. Dreyer từ trần ngày 20.3.1968 trong 1 căn hộ nhỏ ở thành phố Frederiksberg.

## Các phim của Carl.Th.Dreyer
- 1919: Præsidenten (The President)
- 1920: Prästänken (The Parson's Widow)
- 1921: Blade af Satans bog (Leaves from Satan's Book)
- 1922: Die Gezeichneten (tiếng Đức) (Love One Another)
- 1922: Der var engang (Once upon a time)
- 1924: Mikäel (Michael)
- 1925: Du skal ære din hustru (Thou shalt honor thy wife)
- 1926: Glomdalsbruden (Bride of Glomdal)
- 1928: Jean d'Arcs lidelse og død (La passion de Jean d'Arc)
- 1932: Vampyr (The Vampire)
- 1943: Vredens dag (Day of Wrath)
- 1945: Två människor (Two people)
- 1945: Ordet (The Word)
- 1965: Gertrud

## Các phim ngắn
- 1942: Mødrehjælpen (Good Mothers)
- 1946: Vandet på landet (Water from the Land)
- 1947: Kampen mod Kræften (The struggle against Cancer)
- 1947: Landsbykirken (The village church)
- 1948: De nåede færgen (They caught the ferry)
- 1949: Thorvaldsen
- 1950: Storstrømbroen (The Storstrøm bridge)
- 1955: Et slot i et slot (The castle within the castle)